# Sóc sọc hông bụng xám
Sóc sọc hông bụng xám, tên khoa học Callosciurus nigrovittatus, là một loài động vật có vú trong họ Sóc, bộ Gặm nhấm. Loài này được Horsfield mô tả năm 1823, chúng phân bố ở Indonesia, Malaysia, Thái Lan và Việt Nam.

## Hình ảnh

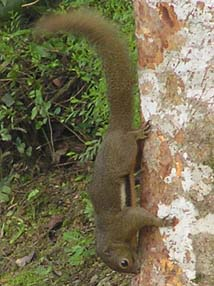
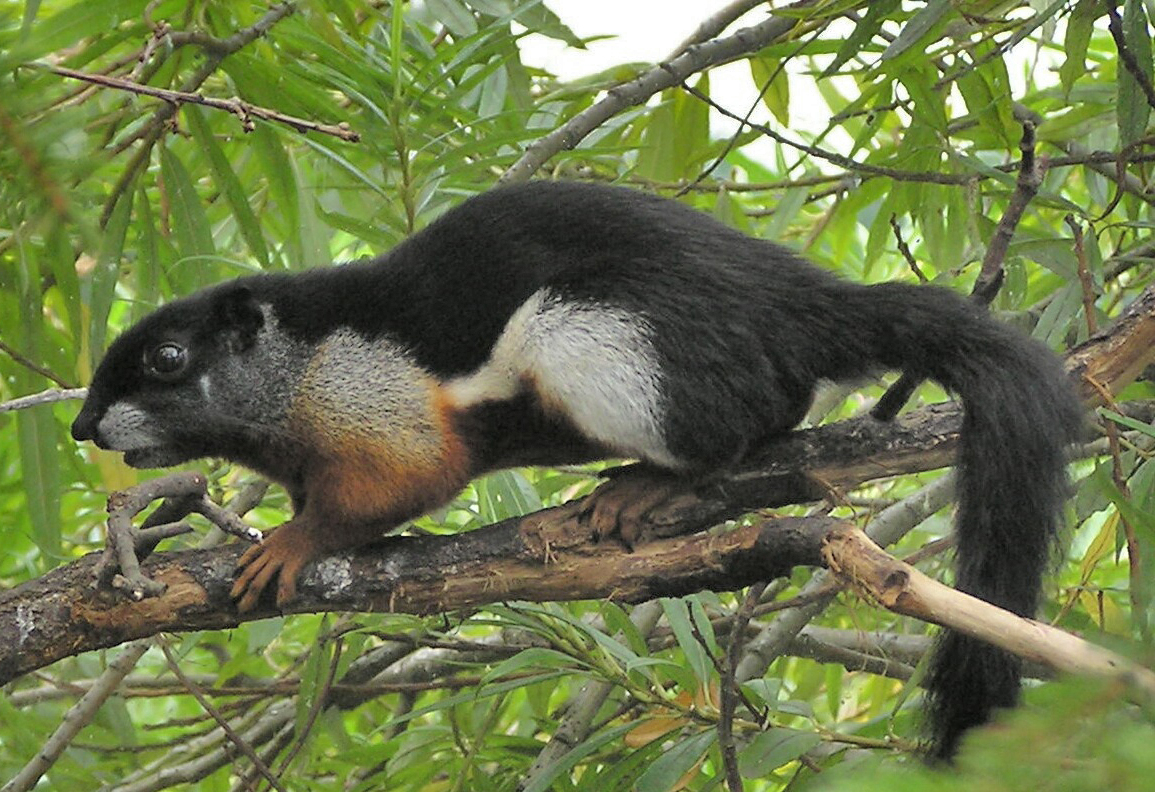
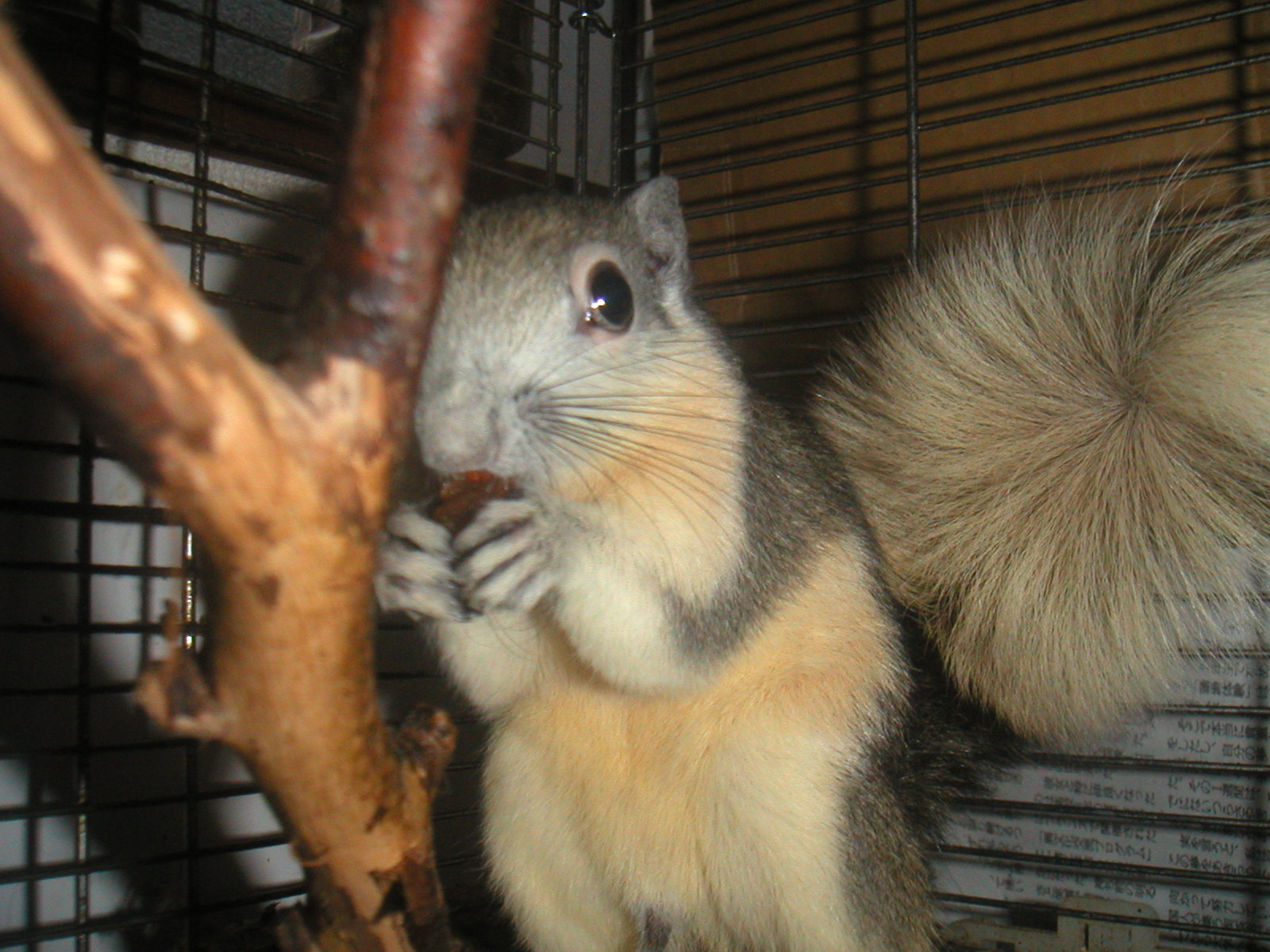

## Phân loài
- C. n. nigrovittatus
- C. n. bilimitatus
- C. n. bocki
- C. n. klossi